# Woldstedtius
Woldstedtius is een geslacht van sluipwespen uit de familie gewone sluipwespen (Ichneumonidae).

## Soorten
- W. abditus (Diller, 1980)
- W. ambreui Diller, 1982
- W. bauri
- W. biguttatus (Gravenhorst, 1829)
- W. caccabatus (Dasch, 1964)
- W. citropectoralis (Schmiedeknecht, 1926)
- W. concavus (Dasch, 1964)
- W. cruzae Gauld & Hanson, 1997
- W. demenesesi Diller, 1982
- W. eduardoi Gauld & Hanson, 1997
- W. erythromelas (Dasch, 1964)
- W. flavicauda (Dasch, 1964)
- W. flavolineatus (Gravenhorst, 1829)
- W. garitai Gauld & Hanson, 1997
- W. hidalgoensis (Dasch, 1964)
- W. holarcticus (Diller, 1969)
- W. hugoi Gauld & Hanson, 1997
- W. isidroi Gauld & Hanson, 1997
- W. karafutensis (Uchida, 1957)
- W. lopezi Gauld & Hanson, 1997
- W. marcelae Gauld & Hanson, 1997
- W. melanocnemis (Rudolf Bauer, 1981)
- W. nigrolineatops (Rudolf Bauer, 1981)
- W. nigrolineatus (Strobl, 1903)
- W. otanesi (Baltazar, 1955)
- W. patei (Dasch, 1964)
- W. paulus (Dasch, 1964)
- W. pereirai Gauld & Hanson, 1997
- W. rojasae Gauld & Hanson, 1997
- W. rubellulus Diller, 1982
- W. salasae Gauld & Hanson, 1997
- W. serranoi Diller, 1982
- W. subditicius Diller, 1982
- W. takagii (Uchida, 1957)
- W. tetracarinatus Wang, Ma & Wang, 1992
- W. uichancoi (Baltazar, 1955)
- W. yokohamensis (Uchida, 1930)